# نووی آمزیباش
نووی آمزیباش (انگلیسی: Novy Amzibash) یک شهرک در شهرستان کالتاسینسکی استان باشقیرستان کشور روسیه است.